# Điện Nam Bắc
Điện Nam Bắc is een xã in het district Điện Bàn, een van de districten in de Vietnamese provincie Quảng Nam.
De Vĩnh Điện stroomt door het westen van Điện Nam Bắc. Điện Nam Bắc heeft ruim 5.000 inwoners op een oppervlakte van 8,14 km².